# Mychajło Meschi
Mychajło Mamukowycz Meschi, ukr. Михайло Мамукович Месхі (ur. 26 lutego 1997 w Doniecku) – ukraiński piłkarz pochodzenia gruzińskiego, grający na pozycji pomocnika.

## Kariera piłkarska

### Kariera klubowa
Wychowanek klubu Metałurh Donieck, barwy którego bronił w juniorskich mistrzostwach Ukrainy (DJuFL). 17 września 2014 rozpoczął karierę piłkarską w drużynie juniorskiej Metałurha Donieck. Po rozformowaniu Metałurha latem 2015 przeniósł się do Stali Kamieńskie, a 4 grudnia 2016 debiutował w podstawowym składzie klubu.